# Podocnemis sextuberculata
Espèce
Synonymes
- Podocnemis expansa sextuberculata Cornalia, 1849
- Podocnemis pitiu Coutinho, 1868
- Bartlettia pitipii Gray, 1870

Statut de conservation UICN

 VU A1acd : Vulnérable
Statut CITES
Podocnemis sextuberculata est une espèce de tortues de la famille des Podocnemididae.

## Répartition
Cette espèce est endémique d'Amérique du Sud. Elle se rencontre :
- au Brésil dans les États d'Amazonas, du Pará et du Roraima ;
- au Pérou dans la région de Loreto ;
- en Colombie dans les départements de Vaupés et d'Amazonas.

## Publication originale
- Cornalia, 1849 : Vertebratorum Synopsis in Musaeo Mediolanense extantium quae per novum Orbem Cajetanas Osculati collegit Annis 1846-47-48. Speciebus novis vel minus cognitus adjectis, nec non Descriptionibus atque Iconibus illustratis, curante Aemilio Cornalia. Mediolani, p. 1-16.